# 喹哌嗪
喹哌嗪是一种含氮有机化合物，化学式为C13H14N3，带有哌嗪基团，是一种血清素类似物药物，用于抗抑郁药的科学研究。